# ROUAGE
ROUAGE（ルアージュ）は、日本のヴィジュアル系ロックバンド。名古屋出身。バンド名はフランス語で歯車の意味。

## 概要
1993年に愛知県で結成され、インディーズシーンで人気を誇った。1996年、シングル『Queen』でメジャーデビュー。2000年、東京ベイNKホール公演にて中心人物のRIKAが脱退。2001年に活動停止した。

## メンバー
- KAZUSHI（カズシ/一至）：ボーカル担当。愛知県名古屋市出身。1973年6月12日生まれ。血液型A型。身長173cm。現在はSTRAY PIG VANGUARDとして活動中。
- RAYZI（レイジ/麗蒔）：ギター担当。愛知県出身。1973年6月18日生まれ。血液型AB型。身長172cm。STRAY PIG VANGUARDを脱退してソロ活動するも、現在は音楽活動を停止。
FANTASTIC◇CIRCUSのギタリスト、和也の2022年5月21日のnoteの記事にて、FANTASTIC◇CIRCUSとしての復活公演の映像化の総指揮を担当したことが記され、現在は映像関連の仕事に就いているとのこと[3]。
- SHONO（ショウノ/祥之）：ドラム担当。愛知県出身。1974年3月21日生まれ。血液型O型。身長166cm。STRAY PIG VANGUARDを脱退して引退、家業を継ぐ。

### 旧メンバー
- KAIKI（カイキ）：ベース担当。兵庫県出身。8月23日生まれ。血液型AB型。メジャーデビュー前に脱退。インディーズレーベル「Soleil」代表となるが現在は解体。現在はフリーウィルの社員になっている。ROUAGEに加入する前はSilver-Roseに在籍していた。
- YUKI（ユキ）：ベース担当。8月31日生まれ。血液型B型。メジャーデビュー後に加入するが、体調を崩して療養の為、活動休止。由希と表記することも。東海地方の草野球チームに所属。現在は安田政利（ex.of-J、SUPER DROP BABIES）らとBEYOND THE STARDUSTで活動中。
- RIKA（リカ/利華）：ギター担当。愛知県名古屋市出身。1973年1月16日生まれ。血液型B型。身長180cm。同バンド活動停止後はdibsとして活動していたが、2018年10月23日をもって解散[4]。

### サポートメンバー
- SEISHIRO（セイシロー）：ベース担当。元STRAWBERRY FIELDS。後期のツアー等に参加。

## 来歴
- 1993年12月に結成。愛知県でRIKAを中心に、KAZUSHI、RAYZI、SHONOの4人で結成され、1994年1月にはKAIKIが加入。
- 1996年、KAIKIが脱退し、同年4月、シングル『Queen』でメジャーデビュー。同年8月発売のセカンドシングル『insomnia』では「ミュージックステーション」に出演を果たす。計15枚のシングルと6枚のオリジナルアルバムをリリース。
- 2000年、東京ベイNKホール公演にて中心人物のRIKAが脱退。
- 2001年3月に活動停止。活動停止と同時にKAZUSHI、RAYZI、SHONOの3人でSTRAY PIG（ストレイピッグ）を結成し活動すると発表されたが、3月23日のファンクラブ限定ライブにおいて、既に2月末でSHONOが脱退し引退した事が判明。その後、KAZUSHIとRAYZIによりSTRAY PIG VANGUARD（ストレイピッグバンガード）が結成されたが、2004年2月にRAYZIが脱退し、活動休止。同年12月27日のライブをきっかけに活動再開した。なお、RAYZIはソロ活動を開始し、和也（ex.FANATIC◇CRISIS）などと仕事をするが、2007年をもってアーティストとしての活動を停止したのち、映像関係の仕事に就く。

## ディスコグラフィ

### デモテープ
Mist of tears

### シングル
| タイトル                 | 発売日         | 品番         |
| インディーズ             | インディーズ   | インディーズ |
| ------------------------ | -------------- | ------------ |
| SILK                     | 1994年5月      | RSCD-001     |
| under the rose           | 1994年12月30日 | NSCD-S1      |
| erasure                  | 1995年1月7日   | NSCD-S2      |
| ARK/LEAVE                | 1995年1月21日  | NSCD-S3      |
| 理想郷                   | 1995年7月5日   | RSCD-002     |
| メジャー                 |                |              |
| Queen                    | 1996年4月22日  | PHDL-1057    |
| Insomnia                 | 1996年8月26日  | PHDL-1066    |
| 白い闇                   | 1997年1月15日  | PHDL-1074    |
| 月の素顔                 | 1997年3月15日  | PHDL-1084    |
| ever[blue]               | 1997年8月27日  | PHDL-1094    |
| 冷たい太陽               | 1997年10月22日 | PHDL-1104    |
| angel-fishの涙           | 1998年3月1日   | PHDL-1144    |
| endless loop             | 1998年6月1日   | PHDL-1150    |
| 深空                     | 1998年10月7日  | PHDL-1155    |
| 胸に降る雨、胸に咲く花。 | 1999年11月26日 | PHCL-12043   |
| 瞳をあけてみるゆめ       | 2000年3月1日   | PHCL-20008   |
| 月のながめかた           | 2000年4月26日  | PHCL-20012   |
| 肌色。                   | 2000年7月26日  | PHCL-20023   |

### アルバム
| タイトル           | 発売日         | 品番         |
| インディーズ       | インディーズ   | インディーズ |
| ------------------ | -------------- | ------------ |
| ROUAGE             | 1994年7月20日  | RLCD-002-1   |
| メジャー           |                |              |
| BIBLE              | 1996年6月5日   | PHCL-5029    |
| MIND               | 1997年3月5日   | PHCL-5052    |
| CHILDREN           | 1997年12月3日  | PHCL-5074    |
| -312604806-        | 1998年6月29日  | PHCL-5098    |
| SOUP               | 1998年11月11日 | PHCL-5090    |
| カルチャー         | 1999年3月17日  | PHCL-5115    |
| プロトカルチャー   | 1999年8月18日  | PHCL-5123    |
| Lab                | 2000年5月24日  | PHCL-5148    |
| SINGLE COLLECTION  | 2000年6月28日  | PHCL-5152    |
| NK AUG.26.2000     | 2001年3月7日   | UMCK- 4020   |
| スーパーヴァリュー | 2001年12月19日 | UMCK-8518    |

### VHS
1. 『シ・ク・マ・レ・タ・ト・キ―IMAGE』
2. 『ARK FILM 1』
3. 『LEAVE』
4. 『Tour理想郷Final』
5. 『from BIBLE～限りない倖せの中で、今全ての聖書を開いて…』
6. 『Film-Cupsule』
7. 『ero-gro』
8. 『プロトカルチャー』
9. 『Film-Cupsule2』
10. 『NK AUG.26.2000 TOUR 2000 "Lab red-hot,I need you"at TOKYO BAY NK HALL』※この作品のみDVDもあり

### 写真集
Lab-Juice ラブジュース(2000/12/01)定価 	2,096円 
2000年のツアーの会場ごとのセットリストなどが掲載されている

## タイアップ一覧
| 使用年 | 曲名           | タイアップ                                                      |
| ------ | -------------- | --------------------------------------------------------------- |
| 1996年 | Queen          | テレビ朝日系『mew』エンディングテーマ                           |
| 1996年 | Insomnia       | テレビ朝日系『mew』コーナーテーマソング                         |
| 1997年 | 白い闇         | TBS系『COUNT DOWN TV』エンディングテーマ                        |
| 1997年 | 月の素顔       | テレビ朝日系『リングの魂』エンディングテーマ                    |
| 1997年 | ever[blue]     | テレビ朝日系『深夜水族館-MIDNIGHT AQUARIUM-』エンディングテーマ |
| 1997年 | 冷たい太陽     | テレビ朝日系『NBA FAST BREAK』エンディングテーマ                |
| 1998年 | angel-fishの涙 | フジテレビ系『CHA2 KEN-TV』オープニングテーマ                   |
| 1998年 | angel-fishの涙 | フジテレビ系『ブレイクもの!』エンディングテーマ                 |
| 1998年 | endless loop   | UHFアニメ『LEGEND OF BASARA』オープニングテーマ                 |
| 1998年 | 深空           | テレビ朝日系『所ミッション!GTR』エンディングテーマ              |
| 2000年 | 月のながめかた | テレビ東京系『出動!ミニスカポリス』エンディングテーマ           |
| 2000年 | 肌色。         | 日本テレビ系『ぐるぐるナインティナイン』エンディングテーマ      |